# Aleucanitis kusnezovi
Aleucanitis kusnezovi là một loài bướm đêm trong họ Noctuidae.